# 3054 Strugatskia
3054 Strugatskia је астероид главног астероидног појаса. Приближан пречник астероида је 25,14 ,
а средња удаљеност астероида од Сунца износи 3,095 астрономских јединица (АЈ).
Инклинација (нагиб) орбите у односу на раван еклиптике је 2,079 степени, а орбитални период износи 1988,950 дана (5,445 година). Ексцентрицитет орбите астероида износи 0,212.
Апсолутна магнитуда астероида износи 11,30 а геометријски албедо 0,084.
Астероид је откривен 11. септембра 1977. године.